# چشمه‌سرد (سمیرم)
چشمه سرد، روستایی از توابع بخش مرکزی شهرستان سمیرم در استان اصفهان ایران است.

## جمعیت
این روستا در دهستان وردشت قرار دارد و براساس سرشماری مرکز آمار ایران در سال ۱۳۸۵، جمعیت آن ۱۶۹ نفر (۳۷خانوار) بوده‌است؛ که در پنجاه کیلومتری شهرستان سمیرم و ۳۰ کیلومتری شهرستان دهاقان واقع شده‌است